# Ga Dogok
Ga Dogok (Tiếng Hàn: 도곡역, Hanja: 道谷驛) là một ga trung chuyển trên Tuyến tàu điện ngầm vùng thủ đô Seoul số 3 và Tuyến Suin-Bundang ở Dogok-dong, Gangnam-gu, Seoul. Nhà ga này phục vụ một trong những khu vực giàu có nhất ở Hàn Quốc; khu phức hợp Samsung Tower Palace bao gồm một trong những tòa nhà cao nhất ở Hàn Quốc, có lối dẫn trực tiếp với ga. Một khu căn hộ cao cấp khác - Dongbu Centerville - cũng được nối với ga bằng một lối đi ngầm. Các căn hộ giàu có khác gần đó bao gồm khu phức hợp Dogok Rexle và Daechi I-Park.

## Lịch sử
- 30 tháng 10 năm 1993: Việc kinh doanh bắt đầu với việc khai trương Tàu điện ngầm Seoul tuyến 3.
- 3 tháng 9 năm 2003: Trở thành ga trung chuyển với việc khai trương Tuyến Bundang
- 18 tháng 9 năm 2012: Với việc khai trương đoạn Wangsimni ~ Seolleung, điểm xuất phát từ Wangsimni được đổi thành 8,4 km

## Bố trí ga

### Tuyến số 3 (B4F)
| Maebong ↑ |
| \| N/B    |
| ↓ Daechi  |

| Hướng Bắc | ●Tuyến 3 | ← Hướng đi Đại học Giáo dục Quốc gia Seoul · Oksu · Chungmuro · Daehwa |
| Hướng Nam | ●Tuyến 3 | → Hướng đi Daechi · Irwon · Suseo · Ogeum →                            |

### Tuyến Suin–Bundang (B6F)
| ↑ Hanti   |
| ２１ \|   |
| Guryong ↓ |

| １ | ●Tuyến Suin–Bundang | → Hướng đi Guryong · Moran · Seohyeon · Giheung · Suwon · Incheon →            |
| ２ | ●Tuyến Suin–Bundang | ← Hướng đi Seolleung · Seonjeongneung · Rừng Seoul · Wangsimni · Cheongnyangni |

## Xung quanh nhà ga
- Trường tiểu học Seoul Daechi
- Trường tiểu học Seoul Daedo
- Đại học Chung-Ang Cao đẳng Sư phạm Trường Trung học Busok
- Trường trung học nữ sinh Sookmyung
- Trường trung học nữ sinh Sookmyung
- Trung tâm phúc lợi hành chính Daechi 1-dong
- Trường trung học cơ sở Daecheong
- Công viên Neulbeot
- Yangjaecheon
- Samsung Tower Palace
- Hiệp hội tương trợ quân sự
- Academy Sweet
- Trung tâm mua sắm Grand Prien
- Daelim Acroville